# Rue Dante (Paris)
Pour les articles homonymes, voir Rue Dante.
La rue Dante est une voie située dans le 5e arrondissement de Paris dans le quartier de la Sorbonne.

## Situation et accès
Longue d'environ 120 mètres et large de 16, cette voie relie la rue Galande au boulevard Saint-Germain dans le 5e arrondissement de Paris. Son bâti, relativement homogène, relève d'une facture haussmannienne.
La rue Dante est accessible par la ligne de métro 10 à la station Maubert - Mutualité.

## Origine du nom

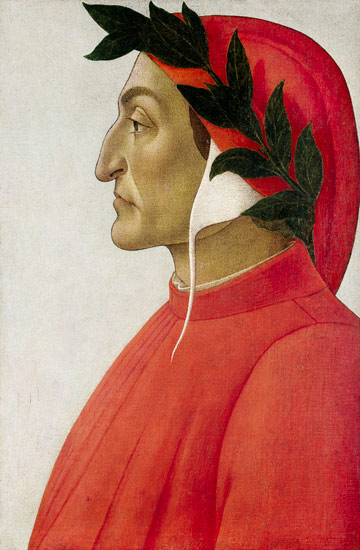
Portrait de Dante.

Elle doit son nom au grand poète italien Dante Alighieri (1265-1321), qui aurait habité à proximité lors de son passage à l'université de Paris, alors située sur l'actuel site du square René-Viviani avant l'édification de la Sorbonne. 
À proximité, au croisement de la rue du Fouarre et de la rue Lagrange, est installé un panneau Histoire de Paris en hommage à Dante. Il indique que « de passage à Paris, il célèbre dans ses écrits le "vico degli strami" (rue du fourrage) ; la rue tire en effet son nom des bottes de foin utilisées comme siège par les étudiants ».

## Historique

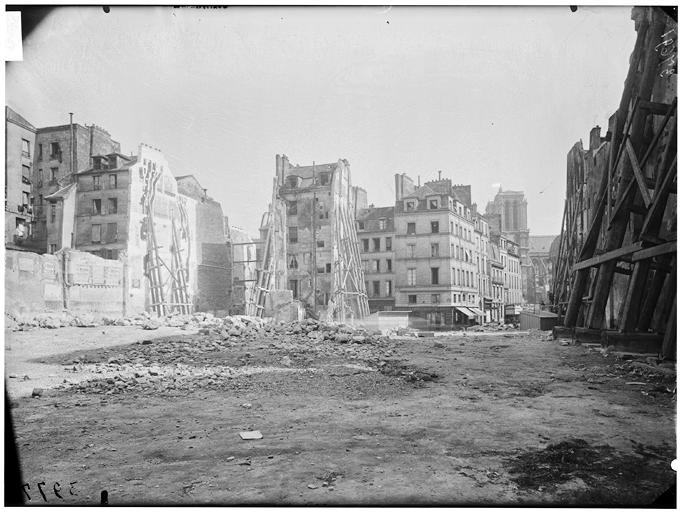
Travaux d'extension de la rue Dante en 1900 (photographie d'Eugène Atget).

Ancienne partie de la rue du Fouarre, la voie est ouverte en plusieurs étapes de 1855 à 1897, le tronçon  jusqu'au boulevard Saint-Germain étant le dernier aménagé. Anciennement appelée « rue du Fouarre » sur toute sa longueur[réf. nécessaire], la partie sud fut renommée en hommage au poète qui la mentionne dans La Divine Comédie, au chant X du Paradis comme lieu où le philosophe Siger de Brabant enseigna à Paris.
En 1897 et en juin 1901, l'archéologue Charles Magne effectue des fouilles et découvre des sépultures renfermant des poteries et des monnaies de naulage, dont une ampulla renfermant 307 pièces de monnaie enfouies à la fin du IIIe siècle, un petit scramasaxe, deux ampoules de Saint-Ménas

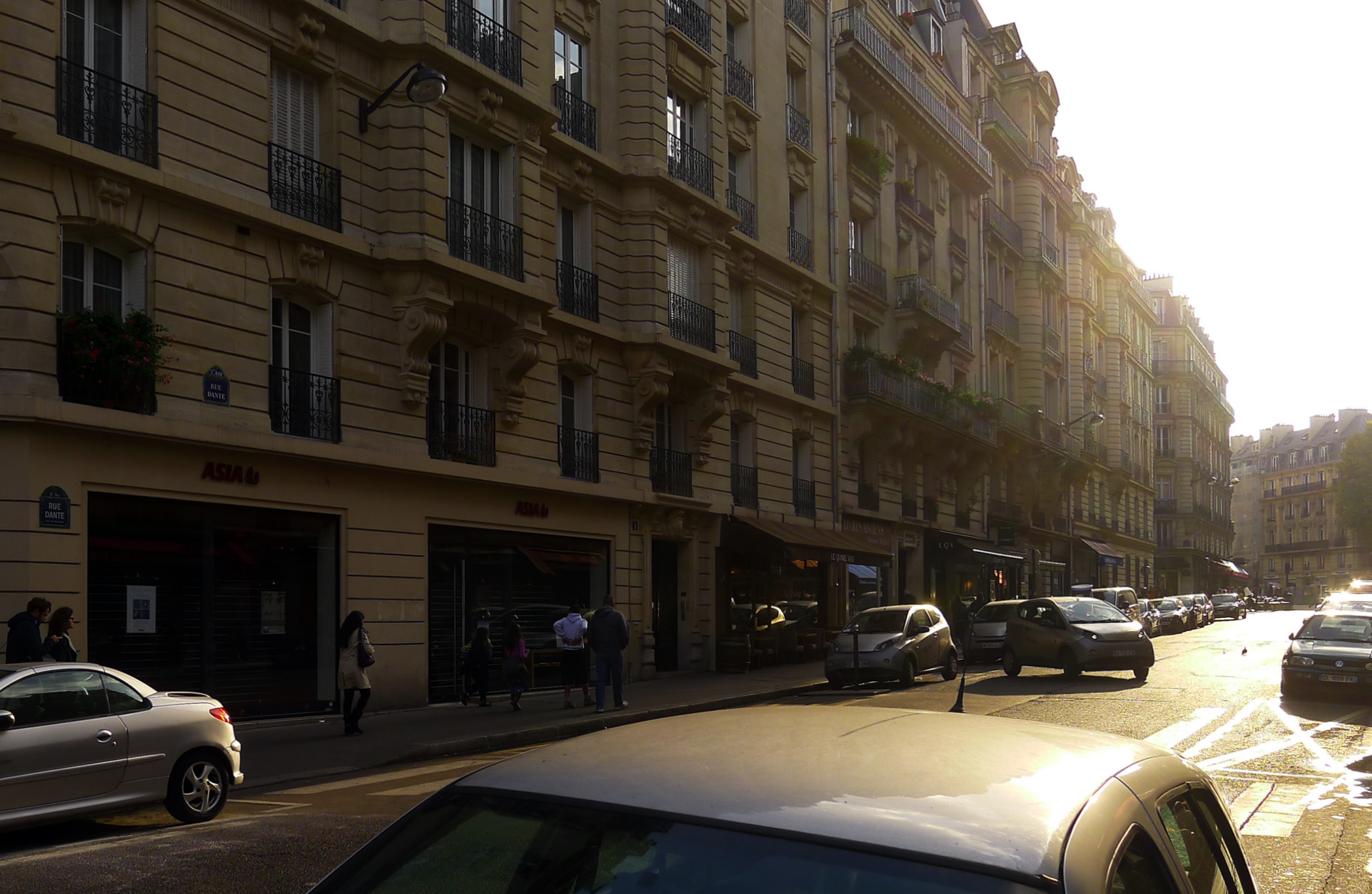
Rue Dante en direction du boulevard Saint-Germain.

## Bâtiments remarquables et lieux de mémoire
- No  1 : immeuble construit en 1902 par Gustave Poirier architecte[4].
- No  2 : immeuble construit en 1902 par l'architecte Albert Sélonier et le sculpteur Jules Hector Despois de Folleville.
- No  3 : immeuble construit en 1902 par les architectes Émile Richard et Georges Tzakiri.
- No  4 : construction de 1902 par l'architecte Ferdinand Bal.
- No  5 : à la fin de son septennat, le président Émile Loubet (1838-1929) habita dans cet immeuble un grand appartement au premier étage[5]. Cet appartement fut ensuite occupé par l'homme politique Ernest Pezet (1887-1966)[6]. Antonin Dubost (1844-1921), Président du Sénat tout au long de la Grande Guerre, habitait dans cette immeuble dans les années 1910, et contrairement à la version officielle ce n'est pas chez lui qu'il est mort mais dans une maison de massages au no 8 de la rue des Martyrs.
 C'est un immeuble de rapport construit en 1905 par l'architecte Joseph Léon Daubourg[7] avec des sculptures de Vouriot[8].
- No  8 : à droite de l'entrée principale, après un magasin, se trouve une entrée secondaire sur le fronton de laquelle est gravé sur un bas-relief : « 12 juin 1902. Association corporative des étudiants en médecine de Paris ».

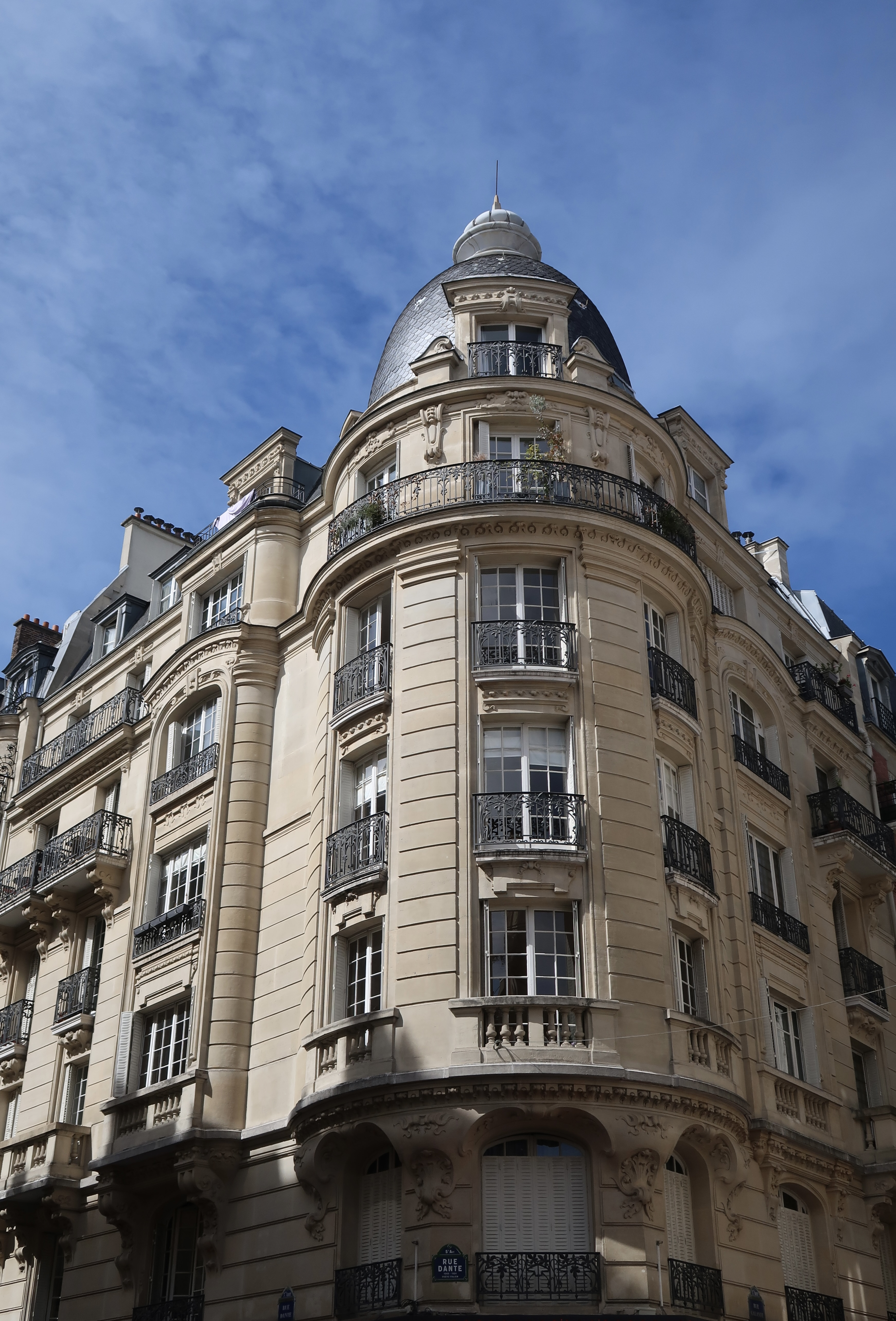
No 2.
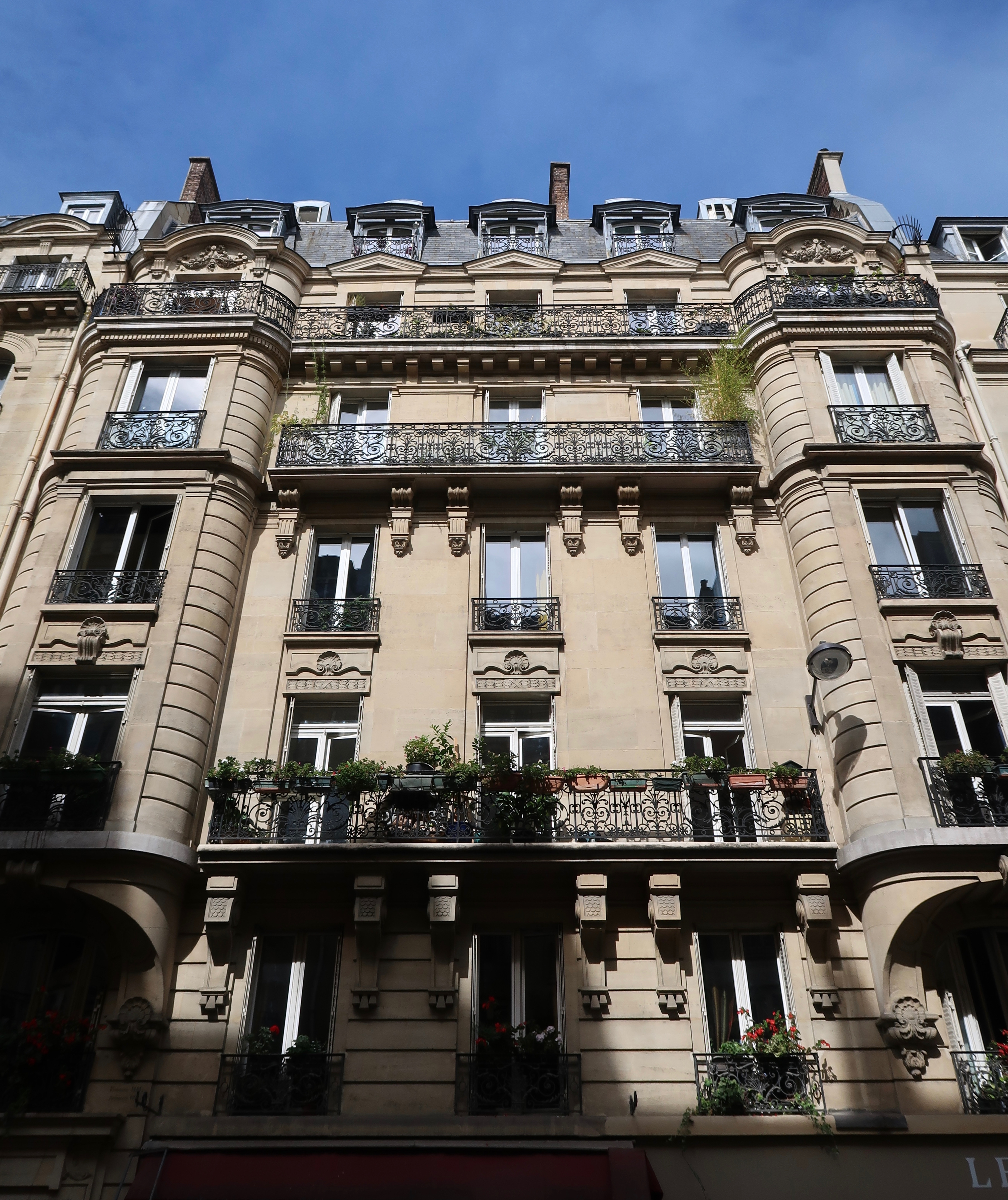
No 4.
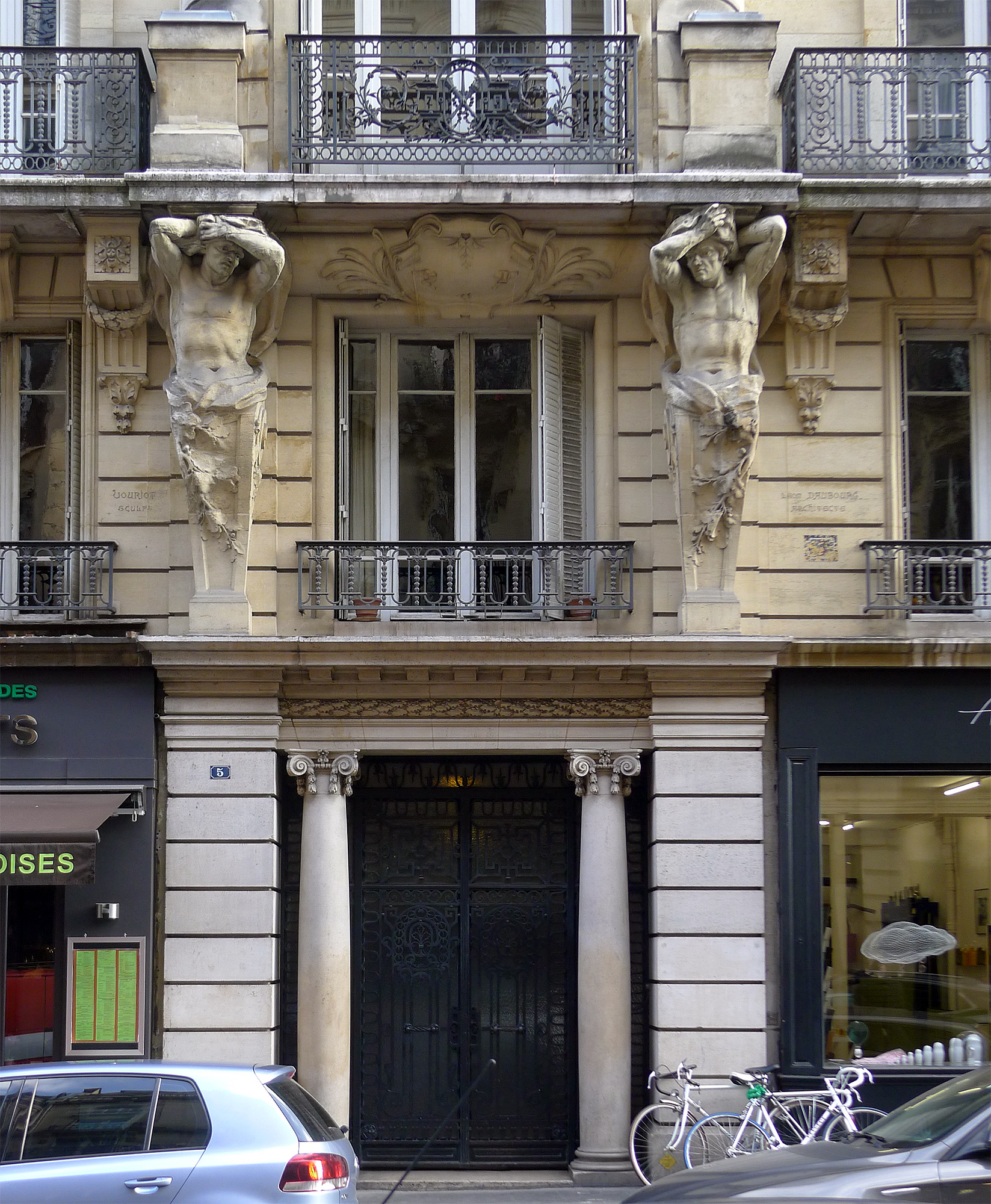
No 5.
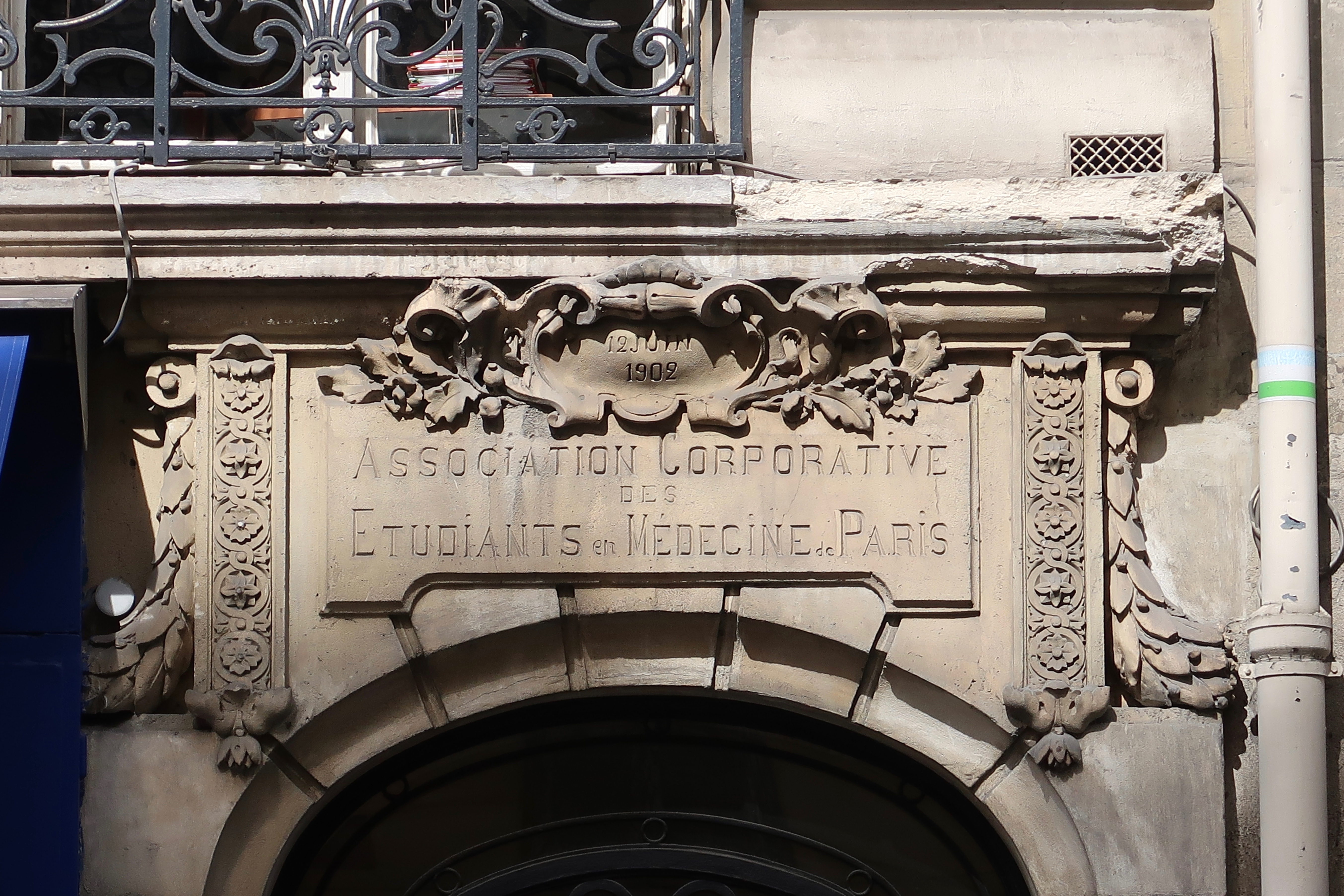
Bas-relief au no 8.